# 巫秀陽
巫秀陽（1980年5月14日—），製作人、導演，出生於桃園縣中壢市，畢業於世新大學廣播電視電影學系電影組。2006至2009年擔任中天電視政治戲仿節目《全民最大黨》編劇；2009至2013年擔任節目製作人。2011年獲第46屆金鐘獎最佳綜藝節目獎。2017年獲第一屆金秒獎最佳短視頻首獎。
巫秀陽與藝人邱彥翔共同成立包福娛樂。 
巫秀陽現為包福娛樂節目製作人及節目主持人，編導製作網路生活輕喜劇『空姐忙什麼』。2015年以『一句話惹怒設計師』系列影片，創下24小時內突破百萬點擊的紀錄。2016年以『空姐忙什麼』系列影片，創下播出一年內粉絲團人數突破60萬、播出兩年內總點擊突破兩億次的紀錄；2022年獲任第57屆金鐘獎節目類評審。

## 作品
| 年份      | 節目名稱                          | 職銜         |
| --------- | --------------------------------- | ------------ |
| 2006-2007 | 全民大悶鍋                        | 編劇         |
| 2008-2013 | 全民最大黨                        | 編劇、製作人 |
| 2014-2015 | 創業幼幼班                        | 導演、製作人 |
| 2015-2016 | 一句話系列                        | 導演、製作人 |
| 2016-2018 | 空姐忙什麼 （页面存档备份，存于） | 導演、製作人 |
| 2019-2020 | 超認真廣告公司                    | 導演、製作人 |
| 2021      | 店長忙什麼                        | 導演、製作人 |
| 2021-2023 | 科技早自習 （页面存档备份，存于） | 主持人       |
| 2022-2023 | 老巫翻新 （页面存档备份，存于）   | 主持人       |

## 獎項
| 年份 | 得獎作品   | 獎項                        |
| ---- | ---------- | --------------------------- |
| 2011 | 全民最大黨 | 第46屆金鐘獎-最佳綜藝節目獎 |
| 2017 | 空姐忙什麼 | 第一屆金秒獎-最佳短視頻首獎 |

## 外部連結
- blog--https://yuwaywen.com/ （页面存档备份，存于）
- Instagram--https://www.instagram.com/laowu514/